# Palazzo della Banca d'Italia (Bergamo)
Il palazzo della Banca d'Italia è un edificio di Bergamo, si trova su viale Roma al civico numero 1, ed è stato realizzato nei primi anni del XX secolo su progetto di Marcello Piacentini e di Fermo Taragni, per la sede della Banca d'Italia.

## Storia
I palazzi amministrativi e giudiziari che si trovavano nella parte alta della città di Bergamo, risultavano essere inaccessibili con il nuovo sviluppo urbano, e per questo iniziò il grande progetto, ad opera del comune, che portò alla creazione di nuovi spazi, di palazzi. La prima sede della banca d'Italia a Bergamo fu aperta il 13 giugno 1861 in uno stabile in via Sant'Orsola ma che era destinato a magazzino di tessuti in seta e bozzoli e quindi non adatto. Fu quindi considerato idoneo il progetto comunale e individuata la nuova sede agli inizi del Novecento facente parte del primo progetto di Marcello Piacentini. Venne quindi acquistata l'area dalla banca e già nel 1911 approvato il progetto dell'architetto romano, facendo di questo, il primo edificato del famoso progetto che vedeva la trasformazione dell'antica zona dedicata alla fiera alessandrina risalente all'899, sviluppata nel Settecento, ma che era ormai da tempo non più attiva e i territori con i loro fabbricati in legno e muratura non più utilizzati. 
Il fabbricato è parte importante del centro piacentiniano, ideato dall'architetto romano completato negli anni venti del Novecento, occupando la parte più meridionale del lotto, con una parte lasciata a giardino dove è ospitata la statua Ratto di Europa opera di Elia Ajolfi.

## Descrizione
Il palazzo si presenta nello stile che riprende il neo quattrocento fiorentino. Una cancellata esterna protegge l'ingresso ed è opera di Giovanni Busetti, come ricorda la targa commemorativa. Il fronte principale, ha una parte centrale leggermente aggettante, con un'alta zoccolatura in ceppo di Brembate, con quattro apertura quadrate riparate da grosse inferiate, che si affaccia su viale Roma si presenta con un porticato centrale con tre aperture complete di colonne binate in marmo pavonazzetto e decori in gres smaltato realizzati da Giuseppe Guastalla che raffigurano il lavoro, il risparmio, la fortuna, e l'abbondanza. La facciata prosegue con il rivestimento in bugnato a punta di diamante in ceppo di Poltragno.
Il piano superiore ha cinque bifore nella parte centrale e una trifora con balconcino nelle parti laterali.
L'interno conserva opere di valore di diversi artisti: Trento Longaretti, Bruno Cassinari e Franco Rognoni, e il Ratto di Europa di Elia Ajolfi.